# 羽山誓
羽山 誓（はやま ちかい）は、日本の詩人、作詩家、タレント、俳優、童話作家、言葉のデザイナー（WORD DESIGHNER）、政府・各省庁関係の同時通訳・翻訳者。TOEICスコア990点。
2010年8月にJUNON公式携帯ホームページでの小説連載を機に、活動名を葉山愛次から羽山誓に改名。作詩家としてのクレジットのみ葉山愛次またはAiji名義。
作家としては葉山墨狐（はやま ぼっこ）の筆号を持っている。太陽が苦手なため、「日向ぼっこ」ならぬ、「日陰ぼっこ」に由来する。

## 略歴
出典：テレビ番組やラジオ番組、オフィシャルブログ、雑誌『MUSIQ?』『JUNON』での発言
千葉県教育委員会主催の英語スピーチコンテストにおいて、レシテーション（暗唱朗読）帰国子女・一般の部で準優勝。
高校在学時にスカウトされ、柏原崇や玉山鉄二が所属していた事務所メリーゴーランドに入所したのち芸能活動を開始。その後、陣内孝則、河相我聞が所属の事務所、キティ・フィルムなど、いくつかの芸能プロダクションに移籍しながら現在に至る。
「ジュノン・スーパーボーイ・コンテスト」にて最終選考まで残る（ファイナリスト）。ファッション誌『FINEBOYS』や『Fine』でモデルとして活動し、ドラマや映画などにも出演する。テレビ朝日ドラマ『ラブ・コンプレクス』がデビュー作品。
2012年、東京芸術劇場にて内閣府、外務省、厚生労働省、文化庁、在日ルーマニア大使館、神奈川県、横浜市、他の後援により『ルーマニア・日本 交流100周年記念プロジェクト』をテレビ朝日系の音楽番組『題名のない音楽会』のプロデューサーの演出によりルーマニアのオーケストラ「トランシルバニア交響楽団」の日本初公演コンサートと世界的ソプラノ歌手の崔岩光のコラボレーション〜音の架け橋〜を開催。歌手の美川憲一、女優の長内美那子とともに3人でゲスト出演した。
世界的なキャスティングディレクター・演出家である奈良橋陽子や米・女優のヘディ・ソンタグ（Hedy Sontag）のもとで演技指導を受ける。
上智大学外国語学部英語学科卒業。同大学にて翻訳、同時通訳、英語における言語学、心理言語学、英語・言語音声学、社会言語学、意味論、英文速記、異文化コミュニケーション、英詩を学ぶ。長期に渡る海外生活経験があり、英語と日本語とスペイン語を操るトリリンガルでもある。
幼い頃より書き留めていた詩がレコード会社（ソニーレコード、、コロムビアレコードレコード、、ビクターレコード、クラウンレコード）、音楽出版社や様々なアーティストDREAMS COME TRUE（吉田美和・中村正人）や、w-inds.、上戸彩、中島美嘉、SMAPなどを手がけるヒットメーカーの音楽プロデューサ－T2yaや、井上陽水、小椋佳、玉置浩二、忌野清志郎、原田知世、薬師丸ひろ子、松たか子のプロデューサーであり、アナログレコード日本史上総売上枚数一位、アーティスト別アルバムレコード総合売上枚数トップ５のうちに３枚を叩き込み、TVアニメじゃりン子チエ、うる星やつら、らんま1/2、めぞん一刻、YAWARA!、銀河英雄伝説、映画限りなく透明に近いブルー、太陽を盗んだ男、セーラー服と機関銃などを手掛けた伝説のプロデューサー多賀英典などにより高く評価されたことで自身の詩を表に出していくことを再決意。シンコーミュージックより創刊された音楽情報誌『MUSIQ?』にvol.2から詩人として抜擢され連載を開始している。
- 上述の雑誌に連載した詩『地球から147.6cm』を笑福亭鶴瓶がニッポン放送『笑福亭鶴瓶 日曜日のそれ』の番組内で朗読・紹介した。

## エピソード
出典：テレビ番組やラジオ番組での発言、オフィシャルブログ、雑誌JUNON、MUSIQ?、月刊デビュー、オリコンなどでの記事
- 身長176.7cm、体重52.3kg、血液型O型、体脂肪率6.5%。本名：非公開。TOEICスコア 990点。
- 5歳の時、スーパーに一人でアイスキャンディーを買いに行った帰りに交通事故に遭う。ボンネットに乗ったまま150mも走行され、意識不明になり救急車で搬送されるも入院はせずそのまま帰宅。「信号が赤だったから、車は止まると思った」と後に語っている。しかし信号は歩行者の横断用の信号だったので、『幼児飛び出し事故』ということになる。
- 8歳の時には走ってきた車の風にあおられて横転。そのまま2m下の下水に落ち後頭部を強打。そのまま病院に搬送。脳をやられたため、何十年後かにパッと後遺症が起こるかもしれない危険性をはらむ。小学生の時には骨折を2度経験する。
- 15歳の時にアメリカ・ロサンゼルス郊外で夜中の1時から朝4時まで車中に拉致される。
- 千葉県で過ごした高校生活時代には、近所にあった2つの女子高それぞれにファンクラブが結成されていた程に人気があった。電車では本人が見える位置の席取り合戦が女子により繰り広げられる光景も見られたという。
- 高校・大学時代、髪が長い時には女の子に間違われ、ナンパされたり渋谷センター街で口紅のモデルにスカウトされた。
- 21歳の時には新宿・歌舞伎町で知らないうちにお酒に何かを混ぜられキャッシュカードや現金など総額100万円強を奪われる。同年には六本木で打ち合わせ中に車上荒らしに遭いバックごと奪われ200万円近くの被害に遭う。
- 2005年には明け方、靖国通りでひき逃げ事故に遭い国立国際医療センターに急患で搬送される。犯人は横浜方面に逃走したと目撃者は証言したらしい。本人いわく「この時ばかりはさずがに、あの世がかすかに見えた」と後に語っている。
- 演歌歌手八代亜紀が日本人初のフランスのル・サロン展に5年連続入賞した記念祝賀パーティーで時計代わりに携帯を見た際に通話していると勘違いされ大村崑に怒られた。
- 長山洋子とは大学時に食事をすることが多かったが、着物の印象が強かったために初めは長山洋子だと知らずに接していたという。長山洋子の実家にもお邪魔するほど親交がある。
- 私生活での黒柳徹子との食事会で、友人にすら滅多に見せないとされる黒柳徹子が自毛の長い髪を下ろしている貴重な姿を見ている。帰り際に黒柳徹子本人が運転する車で家まで送ろうとするとても優しくざっくばらんな人柄だと述べた。
- 黒柳徹子の個人事務所の社長であり刺繍デザイナーの田川啓二から大学入学記念に送られたネクタイを今も大切に持っている。
- 八代亜紀のディナーショーの打ち上げで気の利いたコメントができなかったため、その夜カラオケボックスで再度コメントを吹き込み明け方に自宅のポストにカセットテープを投函した。しかしコメントと言ってもそれは言葉ではなく「あー、うー、あ゛ー」など言葉ではなく感情を表現した声のみのテープであった。
- 萩本欽一と前川清の新宿コマ劇場での舞台を観劇した際、廊下に立っていたところ欽ちゃんに「あの子、誰？気になるからちょっと呼んできてよ」と楽屋に呼ばれ特大の伊勢海老を箸で食べさせてもらった。
- 吉田美和に初めて会った際、ソファーに座っていた吉田美和の方から立ち上がり歩み寄って「あの詩を書いてた子？あんな綺麗な日本語書ける人は最近少なくなってきているから頑張ってね」と言われズボンでゴシゴシ手と汗をぬぐい手を差し出された。その時の握手は感激のあまり窒息しそうになったという。
- 師匠と慕う中村正人を交えて、のちに映画を一緒に観たり本屋に行くほどの親交になったが、吉田美和が本屋で一度に買う小説の冊数が３０冊にのぼることもあるなど自身と同じ読書家であることに親近感を覚える。

## 詞提供作品一覧
| 発表日     | タイトル                                     | 歌手        | 作詞                      | 作曲                    | 編曲       | 備考 |
| 2009.10.14 | 夢見るつばさ                                 | SCANDAL     | Aiji Hayama SCANDAL       | 久保田さちお            | 星勝       | 日本テレビ『音楽戦士 MUSIC FIGHTER』10月オープニング・テーマ曲 PVは品川ヒロシ（品川庄司）が監督を務めた 同年、SCANDALは第51回輝く!日本レコード大賞で新人賞を受賞 |
| 2010.4.21  | こんなにもワガママなボクたちは…              | cossami     | Aiji Hayama cossami       | cossami                 | cossami    | 日本テレビ系『100日劇場』運命の一曲「りんご」のカップリング曲 |
| 2010.7.28  | Midnight Television                          | SCANDAL     | Aiji Hayama SCANDAL       | 久保田さちお            | 星勝       | 京極夏彦原作・劇場版映画『ルー=ガルー』主題歌 |
| 2013       | 人魚の指先                                   | cossami     | Aiji Hayama               | 来生たかお              |            | アルバム「tricolour mermaid」唯一のオリジナル曲として収録 |
| 2013       | またね、じゃあね                             | 初音ミク    | Aiji Hayama               | れるりり                | れるりり   | ニコニコ動画殿堂入り |
|            | SCANDALのテーマ                              | SCANDAL     | SCANDAL 英詩訳 Aiji ayama | MASTERWORKS             |            | |
| 2016       | 夢の扉を開くなら                             | 薫太 田中彪 | Aiji Hayama               | 如月なつき              | 如月なつき | 山原義人・原作 第21回講談社漫画賞少年部門受賞 舞台「龍狼伝」テーマソング                                                                                         |
| 2016       | I've never been to me (愛はかげろうのように) | 新妻聖子    | 英詩補助 Aiji Hayama      | Ron Miller Ken Hirschど |            | 1977年にリリースされたシャーリンの代表曲 |
| 2016       | Pieta                                        | 新妻聖子    | 英詩訳 Aiji Hayama        | Caori Cobayashi         |            | |

## 参加作品・その他
- SCANDALのファーストアルバムBEST★SCANDALに「夢見るつばさ」が収録。オリコン最高位5位。
- SCANDALの3rd映像作品DVD『VIDEO ACTION』に「夢見るつばさ」が収録。オリコンBlu-ray最高位1位。
- 銀座・博品館劇場で上演された小田切ほたる原作「裏切りは僕の名前を知っている」の舞台「裏切りは僕の名前を知っている」のテーマソング
『キミという名の光の中で」作詞（2011年12月）
- 吉祥寺・前進座劇場で上演された小田切ほたる原作「裏切りは僕の名前を知っている」の舞台「裏切りは僕の名前を知っている Vol.2」のテーマソング
『消えることなき星の彼方へ」作詞（2012年8月）
- 新妻聖子 歌唱 英語朗読部分 歌詞翻訳 「I've never been to me （愛はかげろうのように）」(2016.12)
- 新妻聖子 帝国劇場 英語歌唱詩 翻訳 「Pieta」(2016.12)

## 主なテレビ出演
- 「ビートたけしPresents 奇跡体験!アンビリバボー」ゲスト出演（フジテレビ）
- 「浜ちゃんが!」ゲスト出演（読売テレビ）
- 「つながるセブン」ゲスト出演（J:COM）
- 「踊る!さんま御殿!!」ゲスト出演（日本テレビ）
- 「ダウンタウンDX」ゲスト出演（読売テレビ）

## 主なラジオ出演
- ニッポン放送の生放送番組「銀河に吠えろ!宇宙GメンTAKUYA」内の水曜日企画『ラジオの王子様』にレギュラー出演（2009〜2010年）
- FM西東京「おたママ倶楽部」ゲスト出演（2011年）
- レインボータウンエフエム放送「Tokyoラジドル・学園」ゲスト出演
- エフエム世田谷「金井英樹の気ままなBAR」ゲスト出演

## 小説連載
- JUNONオフィシャル携帯サイト・プラチナジュノンにて詩小説「時計仕掛けの恋」を連載（全12話）

## 雑誌掲載
- AAAのメインボーカリスト・西島隆弘との特別コラボ企画・フォトストーリーを執筆（JUNON）
- 三浦翔平との特別コラボ企画・フォトストーリーを執筆（JUNON）
- シンコーミュージック発行の音楽雑誌 MUSIQ? OUT of MUSICにて詩を連載

## 詩形論・作詞法
ナイーブで叙情的な詩を得意とし、映像的で色彩・音に満ちた作風。

情景をわずかに言語描写することで抽象化、あるいは独特の言語感覚による言葉の連動で非現実化することによって、
その情景の表面そのものというより、その奥深くにある内面を読み手に喚起させることを好む。